# كفر لام (حيفا)
كفر لام إحدى قرى فلسطين المهجرة بعد حرب 1948. تقع على بعد 26 كيلاً جنوب حيفا. تنسب إلى بني لام من طيء الذين نزلوا هذه المنطقة. وقد بناها الخليفة هشام بن عبد الملك. وتقع على الكيل 385 من خط حديد مصر فلسطين. تقع في ناحيتها مغارات الكرمل. ذكرها ياقوت الحموي باسم (كفر لاب) ونسب إليها الفقيه مجاهد الكفر لابي، وهو تصحيف منه.

## الجغرافيا
تقع جنوب غربي حيفا وتبعد عنها حوالي 21كم، تقع على خطّ القطار الساحلي، الذي كان يربط حيفا بمصر. أقرب قرية لها صرفند وتبعد عن الطنطورة 2.5 كيلومترا، على مقربة منها مغارات الكرمل، التي عثر فيها بين الأعوام 1929-1935 مغرا وآثار تعود للعصر الحجري. وقد أنشئت كفر لام على تل يرتفع 25 مترا عن سطح البحر على الساحل الفلسطيني تبعد قرابة كيلومتر واحد عن الشاطئ، تخلو القرية من العيون وفيها خمسة آبار متجاورة ممتدة من الشمال إلى الجنوب.

## تاريخيا
ذكرت في معجم البلدان باسم كفرلاب بكتاب معجم البلدان، وقال«بلد في ساحل الشام، قريب من قيسارية، بناه هشام بن عبد الملك ومن مجاهد الكفرلابي وروى عنه مرجا المقدسي حكاية». وفي العصور الوسطى بنى فيها الإفرنج قلعة اسمها (Capherlet)، وهدمها صلاح الدين قبل حملة ريكاردوس على البلاد. والراجح أن قبيلة لام وهي من قبيلة طيء الذين بنوا هذه القرية.

### العصور الإسلامية
في العصور الإسلامية كانت كفر لام إحدى الحصون و بلدات الرباط على الساحل الفلسطيني. وقال المستكشف الفرنسي جيرين الذي زار فلسطين عام 1841 وصفها بأنها على تلة ويسكنها قرابة 300 شخصًا كلهم من المسلمين وتقع داخل أسوار من الفترة الصليبية. وفي عام 1882 كان في القرية مدرسة ابتدائية للبنين ومسجد.

### الفترة العثمانية
خلال الحكم العثماني المبكر في فلسطين، في عام 1596، دفعت مزرعة في كفر لام الضرائب للسلطات الحاكمة. أطلق بيير جاكوتين على القرية اسم كوفور إل آن على خريطته من عام 1799.
تتوفر أوصاف كفار لام تحت الحكم العثماني اللاحق في كتابات الرحالة الأوروبيين إلى المنطقة. على سبيل المثال، زارت ماري روجرز، شقيقة نائب القنصل البريطاني في حيفا، كفر لام في عام 1856 وكتبت أن منازلها مبنية من الطين والحجر وأن الحقول المحيطة بالقرية تكثر في القمح الهندي والدخن والسمسم والتبغ والبساتين. في عام 1859، قدر القنصل روجرز عدد السكان ب 120، والزراعة ب 16 فدانا.
زار المستكشف الفرنسي فيكتور غيران في عام 1870 وأشار إلى أن كفر لام كانت تقع على قمة تل صغير وكان يسكنها حوالي 300 قروي. وكتب كذلك أن القرية كانت تقف داخل سياج حجري كبير يعود تاريخه إلى زمن الحروب الصليبية.
في عام 1883، وصف مسح صندوق استكشاف فلسطين لفلسطين الغربية كفر لام بأنها قرية صغيرة من أكواخ الطوب مزدحمة داخل الجدران القديمة.
أظهرت قائمة سكانية من حوالي عام 1887 أن كفر لام كان بها حوالي 180 نسمة، جميعهم مسلمون.
في العصر الحديث، كانت منازل كفر لام مصنوعة من الحجر والطين أو الأسمنت وكانت متجمعة معًا. كان القرويون مسلمين، وحافظت على مسجد. بُنيت مدرسة ابتدائية للبنين في عام 1882، لكنها أغلقت خلال فترة الانتداب البريطاني في فلسطين.[بحاجة لمصدر]

### الانتداب البريطاني
في تعداد فلسطين لعام1922 الذي أجرته سلطات الانتداب البريطاني، بلغ عدد سكان كفر لام 156 نسمة، جميعهم مسلمون، وارتفع في تعداد عام 1931 إلى 215، لا يزال جميعهم مسلمين، في ما مجموعه 50 منزلا.
كانت هناك خمسة آبار على أراضي القرية. اعتمد اقتصاد القرية على تربية الحيوانات والزراعة وكانت المحاصيل الرئيسية المزروعة عبارة عن أنواع مختلفة من الحبوب.
في إحصائيات عام 1945، بلغ عدد سكان كفر لام 340 نسمة كلها مسلمين، وبلغت مساحة الأرض الإجمالية 6,838 دونم. من الأراضي، كان ما مجموعه 75 دونما للمزارع والأراضي المروية، و5,052 دونما (1,248 فدانا) للحبوب، في حين كان 14 دونما عبارة عن أراض مبنية.

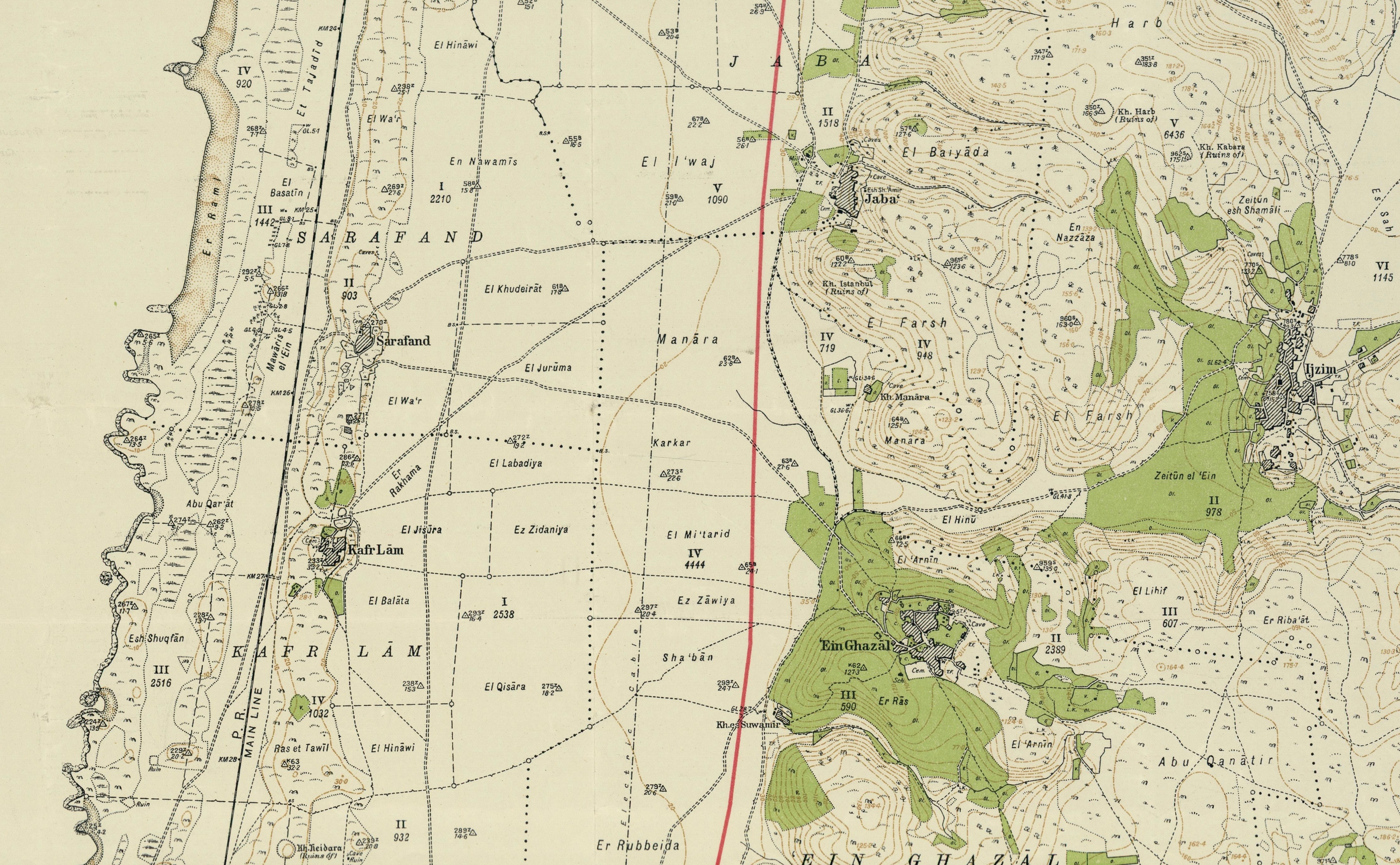
كفر لام على خريطة 1938 (1:20,000)

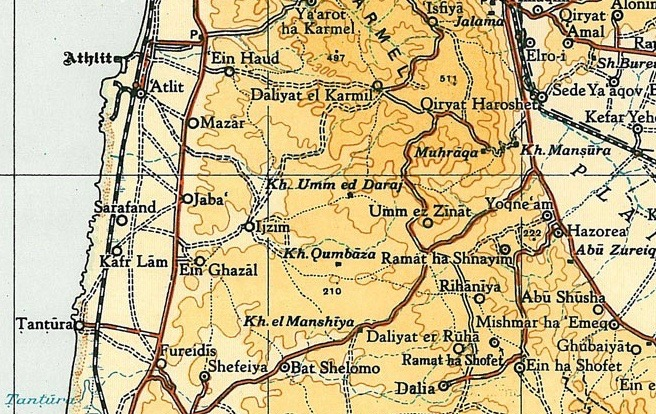
كفر لام على خريطة 1945 (1:250,000)

### الحرب العربية الإسرائيلية عام 1948 وما بعدها
تم إخلاء كفر لام في أوائل مايو 1948، ولكن بحلول منتصف مايو عاد بعض القرويين. في 15 مايو 1948، وهو اليوم الأول من الحرب العربية الإسرائيلية عام 1948، احتلت قوات من لواء كرملي كفر لام وصرفند المجاورة، وحامت القريتين لفترة وجيزة. أعيد احتلال كلتا القريتين وتطهيرهما من سكانهما بحلول منتصف يوليو 1948. تضمنت هذه العملية أول استخدام لنيران الدعم من القوات البحرية الإسرائيلية، حيث شاركت سفينتان حربيتان في الهجوم، ووجهتا نيران الأسلحة الخفيفة إلى كفر لام وصرفند.
بعد بدء الهدنة الثانية، في 19 تموز/يوليه 1948، واصلت وحدات من جيش الاحتلال الإسرائيلي تدمير القرى الفلسطينية في مختلف أنحاء البلد. ومع ذلك، بدأت مجموعات المصالح الخاصة، مثل علماء الآثار، في الشكوى، داعية إلى فرض قيود على تدمير الجيش الإسرائيلي. وهكذا، في 7 تشرين الأول/أكتوبر، أمر مقر مقاطعة حيفا الكتيبة 123 بوقف جميع أنشطة الهدم في "قيصرية وعتليت وكفر لام وطبريا"؛ احتوت جميعها على أطلال العصر الروماني أو الصليبي.
بعد الحرب دُمجت المنطقة في دولة إسرائيل. أنشئَت موشاف هابونيم وعين أيالا على أراضي قرية كفر لام في عام 1949.
في عام 1992، وُصف موقع القرية بأنه "قلعة صليبية مهجورة ولا تزال العديد من المنازل قائمة فيها. وقد حول أحد المنازل، وهو منزل أحمد بك خليل، إلى مدرسة. وآخر يستخدم كمكتب بريد إسرائيلي".

## التركيبة السكانية
بلغ عدد السكان (بما في ذلك محطة كفر لام) 215 نسمة في عام 1931. في 1944/45 كان عدد السكان 340.
كان عدد سكانها سنة 1945م (340) نسمة. هدمتها العصابات الصهيونية بحملة تهجير الساحل الفلسطيني سنة 1948م، وأقاموا قلعة (هابونيم ) بمعنى البناة في حرب 1948.

## معرض صور

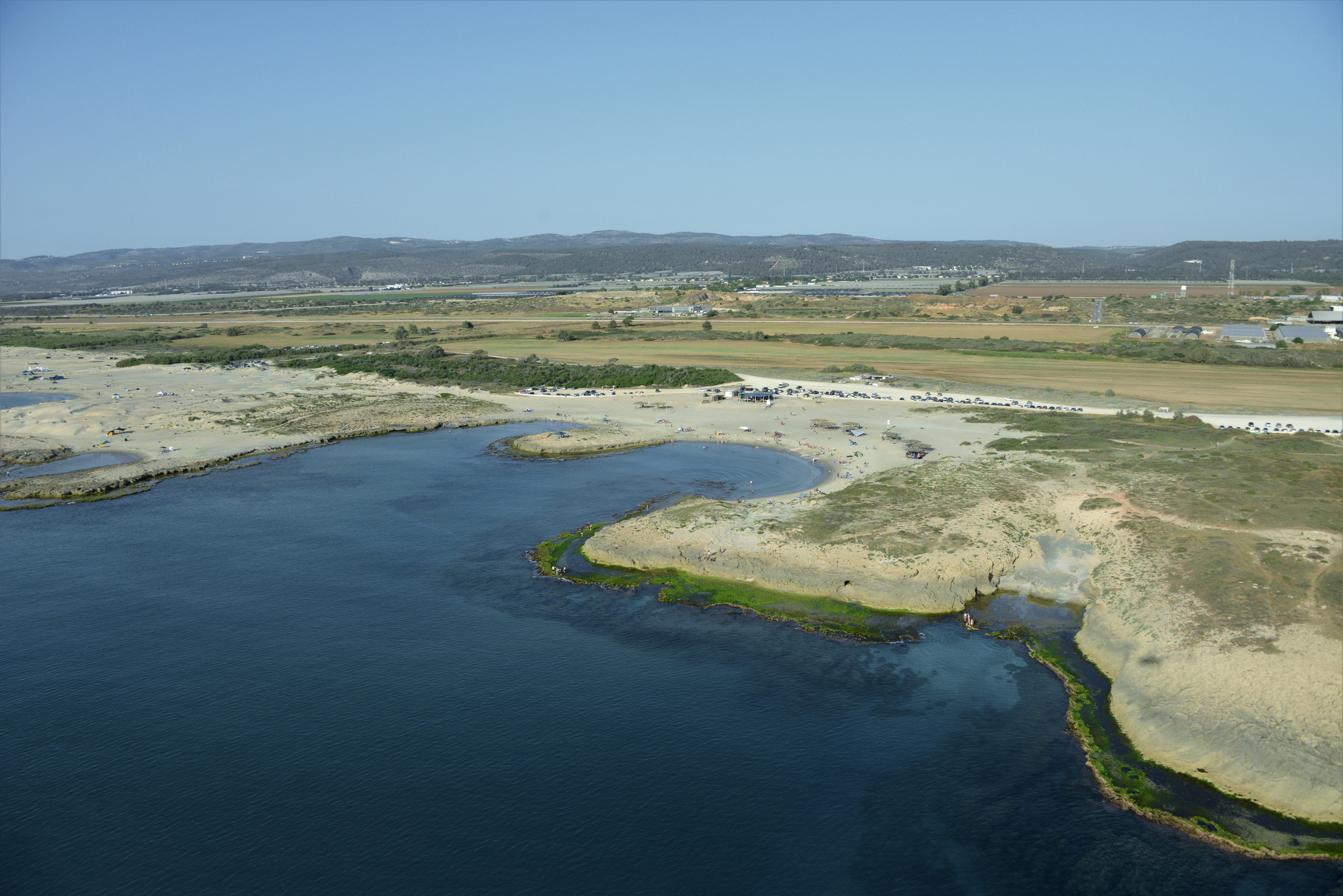
كفرلام صورة من الشاطئ
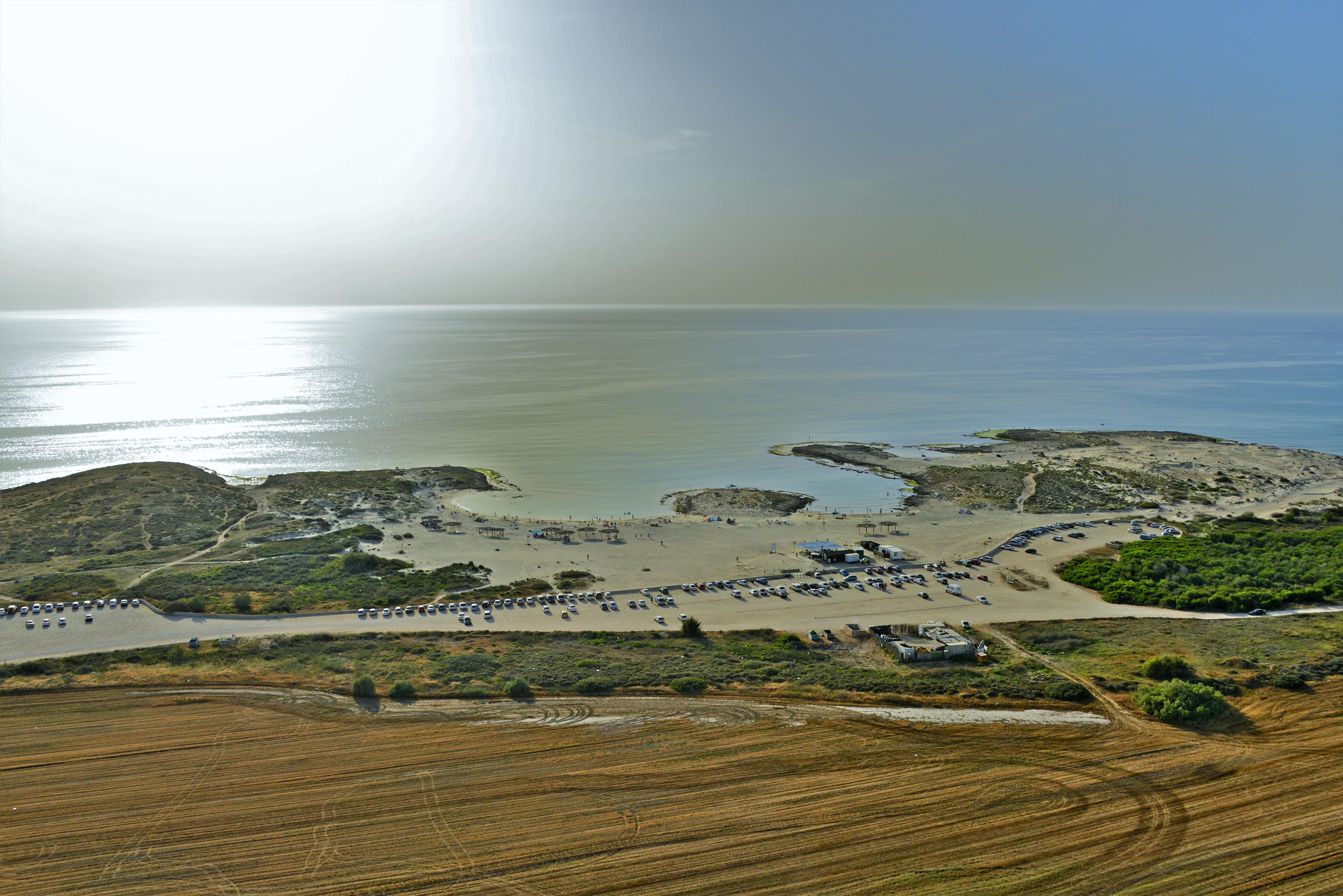
صورة جوية لقرية كفرلام المهجرة

## وصلات خارجية
- موقع فلسطين في الذاكرة